# 中村昇 (オウム真理教)
中村 昇（なかむら のぼる、1967年1月10日 - ）は元オウム真理教幹部。山口県出身。ホーリーネームはウパーリで、教団内でのステージは師長だったが、地下鉄サリン事件3日前の尊師通達で正悟師に昇格した。教団が省庁制を採用した後は自治省次官だった。

## 来歴
岐阜県内の定時制高等学校を卒業し、拓殖短期大学に進学するが、中退してオウム神仙の会に入信する。新実智光や杉本繁郎と同様、出家制度設立直後に出家。出家番号は6番。
1989年ごろには林郁夫とその家族の入信の世話をした。教団の出版物には「対人恐怖症で、修行を始める前は人とまったく話が出来ない状態だった」と紹介されている。
1994年6月27日に発生した松本サリン事件ではサリン噴霧の際に実行現場の警備役を担当した。
1995年7月9日、逃走先の埼玉県大宮市（現さいたま市）のウィークリーマンションで端本悟とともに埼玉県警察に逮捕された。

## 裁判
サリンプラント建設事件、松本サリン事件、男性信者リンチ殺人事件、公証人役場事務長逮捕監禁致死事件の4事件で殺人や逮捕監禁致死などの罪に問われ起訴された。
法廷においてもオウムへの帰依は変わらず、裁判中にマントラを唱えるなどした。「修行者は裁判なんて気にしない。宗教的体験の方が大切」として証言を拒絶、男性信者リンチ殺人事件被害者への謝罪表明も「今の時点では気持ちを表現したくない」として拒否した。
またかつてホーリーネームで「アーナンちゃん」「ウパちゃん」と呼び合った仲という井上嘉浩とも対立、公証役場事務長事件は井上らを中心とした弟子の暴走であると主張し、麻原を擁護した。
裁判では検察側は死刑を求刑したが、2001年5月30日の第一審と2003年9月25日の控訴審で無期懲役判決が下された。高裁判決では「極刑と境界を接する無期懲役刑、言い換えれば終身刑、もしくは終身刑に近い無期懲役刑が相当」となっており、裁判所が終身刑に言及した判決として注目された。量刑不当などを理由に被告側が上告するも最高裁に棄却され、2006年9月4日に無期懲役が確定した。オウム真理教事件の被告人で、死刑を求刑されながらこれを免れた唯一の人物である。
2014年の平田信及び2015年の高橋克也の裁判に証人として出廷した。この際、既にオウムへの信仰心がないことを証言している。

## 証言
中谷友香の「幻想の√5」でオウム時代についてインタビューに答えている。
- 教団で最も怖かったのがナルコで、チオペンタールによって記憶を消されることだった[7]。次に怖かったのが催眠誘導にかけられてポリグラフで自白させられることで、必ずしも事実を告白する訳ではなく、ありえない話をいう場合もあり、自分が何を言い出すかわからないことが怖かったと証言[7]。男性信者殺害事件の理由も、ポリグラフで陽性であったためだった。なお、中村はポリグラフをポアの理由にする麻原に直談判し、何人も救助している[7]。
- 竹刀で100発叩かれたこと、LSDイニシエーションでは手首と足首を縛られ海老反りにされたことで、麻原と村井に逆らうと地獄に落とされるという恐怖を感じたという[8]。
- 中村の通う全寮制の定時制高校の副校長がオウムの修行に来ており、彼の実家に来て出家を親に説得し、中村の学校の他の生徒も数名が出家した[9]。しかし、副校長は神仙の会からオウム真理教になる頃にはやめていた[9]。
- ヨガ教室の頃の麻原は優しく、父のようで、インドからの飛行機で具合が悪くなった時は、10時間ぐらい背中をさすってマントラを唱えていた[10]。
- 坂本弁護士事件の時に警察が強制捜査に入ってくれれば、教団を辞めていたという。当時の中村は事件を知らなかった[11]。
- 松本サリン事件の時警備頼まれたがサリンを知らなかったが、裁判で検察は分かっていたはずだから「未必の故意」とされた。事件後、村井から車のプレートにかかったサリンの掃除を頼まれたが、頭に透明のビニールを被ってホースで水を撒いて掃除すると、目の前が暗くなり意識を失った[12]。
- 「麻原に騙されたと思うと怒りでいっぱいになる」、「『こんな人について行ったのか』と思うと『自分がバカだった』ということになる。麻原に責任転嫁しても何も変わらず、自分に見る目がなく、無知でバカだったということになる」と述べている[13]。
- 1994年、キリストのイニシエーションのLSD実験では麻原がまず試し、中村が2倍の量、次が5倍、端本悟は10倍投与した[14]。その時、端本は麻原の足にしがみついて「尊師、どうして正義なのに、こんなに苦しいんですか」と泣きながら何度も言っていた。振り返れば坂本弁護士事件のフラッシュバックだったのかもしれないと中村は述べている[14]。
- 最初インドのダラムサラに行った時、ダライ・ラマ14世に行く前に10万ドル、行った後も10万ドル、その後何回も寄付をした。当時、経理担当者は石井久子でなく中村であった[15]。
- 麻原は中国に行った時「毛沢東が亡くなったのは神が亡くなったようなものだ。自分が次の毛沢東になるようにという示唆を感じた」と「共産党の歌」を歌い始めた[16]。また「でも毛沢東の最後はおかしくなっちゃうんだよな」とも。その後、朱元璋の生まれ変わりというようになった。
- 当時麻原が使っていた書籍は、ヨギシヴァラナンダ（スワミ・ヨーゲシヴァラナンダ）「魂の科学」（たま出版、1984年）、「実践・魂の科学」（たま出版、1987年2月1日）と、中沢新一「虹の階梯」だった[17]。
- リトリート（隠遁）の修行では、真夏のコンテナ内に断水断食で4日閉じ込められた。昼は50度近くまで室内の気温が上昇した[18]。
- 教団ではフリーメーソンによる3S（スクリーン、スポーツ、セックス）が悪とされ、サブリミナル、煩悩による洗脳から脱却するために、全てをグルに明け渡すことが大切だとされた[8]。
- 1994年以降はI君を中心として薬物と催眠術の完全なシステム化がなされたので、信仰心がない人でも教団に連れ込めば洗脳してしまうシステムが確立した[8]。
- ポアは、多くの弟子が「虹の階梯」を読んでいて、麻原もそれを知っていたから、ポア（意識の移し替え）という意味を弟子の方から殺人を含めた隠語として使い始めた。[19]。
- マハームドラー、非合法活動の時によく用いたのが、ミラレパの伝記だった。マルパの一番弟子ゴクパは、ミラレパへのイニシエーションとして、食料を盗む村の悪人たちに魔術で雹の嵐を起こして彼らに攻撃したら伝授するとした。その後、ミラレパは「これからやることは犯罪だ」と村人に伝え、死んだ小鳥や羊を集めてゴクパに会いに行った。ミラレパは「罪人である私を哀れんでください」といって泣くと、ラマ・リンポチェは「秘密の詞章によってとてつもない罪人も瞬間的に解脱できる」と言って指を鳴らして死体を蘇らせた[20]。